# جعفرلی (آق‌سو)
جعفرلی (به ترکی آذربایجانی: Cəfərli) یک منطقه مسکونی در جمهوری آذربایجان است که در شهرستان آق‌سو واقع شده‌است. جعفرلی ۴۷۴ نفر جمعیت دارد.